# Xã Doyle, Quận Marion, Kansas
Xã Doyle (tiếng Anh: Doyle Township) là một xã thuộc quận Marion, tiểu bang Kansas, Hoa Kỳ. Năm 2010, dân số của xã này là 60 người.